# Muhammad (nome)
Muhammad (em árabe: مُحَمَّد, translit. Muḥammad), também escrito Muhammed, Muhamad, Mohammad, Mohammed, Mohamed, Maomé ou em uma variedade de outras maneiras, é um nome masculino árabe que significa literalmente "Louvado". O nome vem do particípio passivo do verbo árabe ḥammada (حَمَّدَ), que significa 'louvar', que vem da raiz semítica triconsonantal Ḥ-M-D. Considerado o nome mais popular do mundo, estima-se que em 2014 tenha sido dado a 150 milhões de homens e meninos.
O nome é proibido para crianças recém-nascidas, na região de Xinjiang, na China, desde 2017, bem como para a comunidade Ahmadi no Paquistão.

## Lexicologia
O nome Muḥammad é a transliteração padrão e primária do nome árabe, محمد, que vem do particípio passivo árabe de ḥammada (حَمَّدَ), louvor, e mais adiante da raiz semítica triconsonantal Ḥ-M-D (louvor); portanto louvado, ou louvável. No entanto, sua pronúncia real difere coloquialmente, por exemplo, em árabe egípcio: IPA: [mæˈħæmːæd], enquanto em contextos exclusivamente religiosos, falando sobre o Islão: IPA: [moˈħæmːæd].
O nome tem um dos maiores números de variantes de ortografia em inglês do mundo. Outros nomes árabes da mesma raiz incluem Mahmud, Ahmed, Hamed, Tahmid e Hamid.

## Estatísticas
De acordo com a sexta edição da The Columbia Encyclopedia (2000), Muhammad é provavelmente o nome próprio mais comum no mundo, incluindo variações. The Independent informou em 2014 que mais de 150 milhões de homens e meninos no mundo carregam o nome Muhammad, o que o tornaria o nome mais popular do mundo.
Às vezes é relatado que Muhammad é o nome de menino mais popular em toda a Grã-Bretanha; no entanto, isso se baseia na combinação de várias variações de ortografia, como Mohammed, mas não na combinação de variantes de ortografia de nomes britânicos populares, como Ollie e Olly. Com base nas estatísticas dos 100 nomes de meninos mais populares na Inglaterra e no País de Gales, a contagem combinada de Muhammad e Mohammed (6233) foi maior do que Oliver e Olly (6049), mas menor do que a contagem combinada de Harry e Henry (7684).
Mohammed e Mohamed foram os nomes de bebês mais populares no département Seine-Saint-Denis (2002, 2008) e em Marselha (2007, 2009), França. Da mesma forma, desde 2008 tem sido o nome de menino mais popular em Bruxelas e Antuérpia, as cidades mais populosas da Bélgica.
Em maio de 2006, foi relatado que as estatísticas indicam que cerca de 8.928 muçulmanos dinamarqueses carregam o nome de Muhammad e que somente em 2004, 167 bebês recém-nascidos foram registrados.
Em 2009, Muhammad, a variante ortográfica mais comum, ficou em 430.º lugar nos EUA. De acordo com a Administração da Previdência Social, Mohammad foi classificado em 589.º, Mohammed 633.º, e Muhammad o 639.º nome mais popular para recém-nascidos em 2006. No censo dos Estados Unidos de 1990, a variante Muhammad da ortografia foi classificada em 4.194. de 88.799 para pessoas de todas as idades.
Em abril de 2017, o governo chinês proibiu os pais de escolherem o nome Muhammad como nome dado para uma criança. A lista incluía mais de duas dúzias de nomes e tinha como alvo os dez milhões de uigures da região ocidental de Xinjiang.
Se todas as variantes de Muhammad forem contadas, existem 15.723 pessoas na Finlândia chamadas Muhammad, representando 0,7% da população masculina finlandesa. A grafia mais comum é Mohamed, representando 38% dos portadores do nome Muhammad. Vale a pena notar que aproximadamente 60% das pessoas chamadas Muhammad vivem no Paquistão, Oriente Médio e Norte de África.